# Chłopska Organizacja Wolności „Racławice”
Chłopska Organizacja Wolności „Racławice” (ChOW „Racławice”) – konspiracyjna organizacja ludowa utworzona we wrześniu 1939 w wyniku przekształcenia Rewolucyjnego Związku Niepodległości i Wolności, będącego kontynuacją Centralnego Związku Młodej Wsi „Siew”.
Osiągnęła duże znaczenie na Podlasiu i Mazowszu i Lubelszczyźnie. Początkowo była organizacją niezależną, nie podlegała ani Związkowi Walki Zbrojnej ani Stronnictwu Ludowemu „Roch”. Następnie była związana z Centralnym Komitetem Organizacji Niepodległościowych, ale wiosną 1940 grupa działaczy z przewodniczącym organizacji Romanem Tyczyńskim wstąpiła do Stronnictwa Ludowego „Roch”, a potem współtworzyła Bataliony Chłopskie. W kwietniu 1940 powstał wydział wojskowy organizacji – Polska Organizacja Zbrojna (POZ), później przemianowana na POZ „Znak”. Czołowymi działaczami ChOW Racławice na ziemi lubelskiej byli Stefan Skoczylas, Helena Brodowska i Stefan Sikorski. W czasie okupacji niemieckiej w terenie działało 76 komórek ChOW Racławice, obejmując swym zasięgiem województwo kieleckie, krakowskie, lubelskie, łódzkie i warszawskie.  
Większość członków w 1942 weszła w skład Armii Krajowej. Pozostali członkowie ChOW „Racławice” prowadzili samodzielną działalność polityczną, od lipca 1944 w Radzie Jedności Narodowej. Organami prasowymi organizacji były m.in. „Racławice” i „Walka i Niepodległość”. Początkowo wydawany był jednak Biuletyn Oświatowy i Biuletyn Polski.